# Halte Groessen
Groessen (geografische afkorting Gsn) is een voormalige spoorwegstation aan de Rhijnspoorweg in het Gelderse dorp Groessen.